# Mareuil-sur-Ay
Mareuil-sur-Ay – miejscowość i dawna gmina we Francji, w regionie Grand Est, w departamencie Marna. W 2013 roku jej populacja wynosiła 1236 mieszkańców. 
W dniu 1 stycznia 2016 roku z połączenia trzech ówczesnych gmin – Aÿ, Bisseuil oraz Mareuil-sur-Ay – utworzono nową gminę Aÿ-Champagne. Siedzibą gminy została miejscowość Ay. 